# Борода (деревня, Смоленская область)
Борода — деревня в Смоленской области России, в Демидовском районе. Расположена в северо-западной части области в 12 км к северо-западу от Демидова, на правом берегу реки Каспли и в 5 км западнее автодороги Р133 Смоленск — Невель.
Население — 221 житель (2007 год). Административный центр Бородинского сельского поселения.

## История
В годы Великой Отечественной войны деревня была оккупирована гитлеровскими войсками в июле 1941 года, освобождена в сентябре 1943 года.

## Достопримечательности
- Обелиск на братской могиле 10 воинов Советской Армии, погибших в 1941—1943 гг.